# Стародворський Микола Петрович
Микола Петрович Стародворський (1863, Летичівський повіт, Подільська губернія — 1918, Одеса) — член організації «Народна воля», учасник вбивства інспектора секретної поліції жандармського підполковника Г. П. Судейкіна, платний агент царської охранки.

## Біографія
Народився у сім'ї священника. Під час навчання у гімназії Кам'янець-Подільська захопився народницькими ідеями та вступив до організації «Народна воля». Було вислано на батьківщину в Летичівський повіт Подільської губернії. Перебував під негласним наглядом поліції. За завданням партії разом з В. П. Конашевичем був направлений до Санкт-Петербурга з метою вбивства Судейкіна.
Спочатку планувалося вбити Судейкіна на прогулянці, але сам Судейкін планував за допомогою Дегаєва влаштувати фіктивний замах на своє життя. Однак цей план у результаті не спрацював, і вирішено було вбити Судейкіна на квартирі Дегаєва. 16 грудня 1883 Судейкін з'явився на квартиру Дегаєва разом зі своїм племінником, скарбником Петербурзького охоронного відділення Судовським. На квартирі Судейкіна вже чекали Дегаєв, Конашевич та Стародворський. Лакея (і агента охранки) П. І. Суворова вони заздалегідь вивели з квартири. Судейкін попрямував до кабінету до Дегаєва, кинувши на диван у їдальні пальто (у якому був револьвер) і тростину з вмонтованим у неї стилетом. Судовський, роздягнувшись у передпокої (і також залишившись без зброї), сів у крісло в їдальні. Конашевич тим часом ховався на кухні, а Стародворський у спальні. Обидва вони озброїлися спеціально обрубаними ломами, наперед купленими Стародворським.
Дегаєв, пройшовши до кабінету за Судейкіним, вистрілив йому у спину, і відскочив до вікна, у разі, якщо Судейкін спробує вибити вікно. Судейкін розвернувся і кинувся через їдальню до передпокою. Туди ж, почувши постріл, кинувся Судовський. Там його зустрів Конашевич, ударивши Судовського ломом по голові. Судовський встояв і спробував відчинити вхідні двері, але Конашевич ще кількома ударами збив його з ніг. Стародворський же переслідував Судейкіна, який намагався втекти. Перший удар він завдав йому у дверях кабінету, потім наздогнав і вдарив знову, чому Судейкін впав, але піднявся і спробував сховатися в вбиральні, проте Стародворський ще раз ударив його на порозі вбиральні і добив, так що тіло Судейкіна знайшли ногами в передпокої і головою в ватер-клозеті. Після вбивства Судейкіна 16 грудня 1883 успішно втік.
16 березня 1884 був затриманий поліцією в Москві з фальшивим паспортом. При упізнанні свідком зізнався у вбивстві.
У результаті судового «Процесу двадцяти одного» члена «Народної волі» засуджено у 1887 році до смертної кари, заміненої безстроковою каторгою. 23 червня того ж року був поміщений у Шліссельбурзьку фортецю. У серпні 1905 року подав прохання про помилування. 25 серпня 1905 року був переведений до Петропавлівської фортеці. Звільнений 1 листопада 1905 року за амністією після опублікування Маніфесту від 17 жовтня 1905 року.
Після звільнення проживав у Парижі, де приєднався до партії соціалістів-революціонерів.
Викритий В. Бурцевим як платний агент царської охранки. Під час перебування у фортеці чотири рази звертався з проханнями про помилування та пропозиціями про співпрацю до керівників охоронки, зустрічався у в'язниці з керівниками Департаменту поліції П. І. Рачковським, А. В. Герасимовим, С. Є. Вісаріоновим. Агентурне прізвисько — «Старик». Така аморальність шокувала багатьох сучасників. М. О. Алданов у документальному нарисі «Азеф» писав про Стародворського, не називаючи його імені:
Історія російської революції знає випадок, коли терорист відсидів двадцять років у фортеці, а потім, вийшовши на волю, запропонував свої послуги департаменту поліції — ось, можна сказати, влаштував людина своє життя у повній відповідності до вимог здорового глузду та особистої вигоди!

У 1908 році інформація про співпрацю Стародворського з охоронкою стала оприлюдненням у колі революціонерів. Третейський суд, організований революціонерами, визнав Стародворського невинним. Після Лютневої революції 1917 року документи з архіву Департаменту поліції розсекречені і підтвердили правоту Бурцева. Однак серйозних наслідків для Стародворського це не спричинило.
Похований в Одесі з почестями як старий революціонер, активний учасник народовольчого руху, який провів у тюремній камері понад 18 років.